# Румунська кирилиця

Старорумунська кирилиця (молдовська кирилиця, давньомолдовський шрифт, старомолдовська кирилиця, влахо-слов'янська азбука, романокирилиця, молдово-волоська писемність, азбука влахо-молдовських рукописів) використовувалася для запису волоської і молдовської мов у Валахії, Трансильванії, Молдовському князівстві. В об'єднаній Румунії з початку 1860-х років офіційно стали використовувати румунську абетку на латинській основі; в Бессарабії з XIX століття — російську абетку.
Варіанти кириличної абетки, що вживалися для молдовської мови в Молдавській АРСР 1924—1932 і 1938—1940 років (між 1932 і 1938 роками офіційно використовували латиницю) і з 1940 по 1989 рік в Молдавській РСР, значно відрізняються від традиційної кирилиці і являють собою адаптацію російської абетки для молдовської мови.
Перехід румунської писемності на латиницю був двоступеневим: спочатку (1830–1850-ті роки) застосовували так званий «перехідний алфавіт», що включав як кириличні, так і латинські знаки, і лише через кілька років була введена повноцінна латиниця.

## Абетка
Перевагою кирилиці була її здатність досить чітко передавати фонетичні особливості мови волохів і молдован.

### «Стандартний» варіант
Румунська кирилиця була дуже близька до сучасної для неї церковнослов'янської; відмінності у складі абетки (на кінець XVIII і XIX ст.) такі:
- літеру ѕ застосовують тільки як цифровий знак, тобто фактично вона не є буквою;
- не використовують ы, а для передачі цього звуку застосовують великий юс ѫ ;
- початковий склад [ин] ([им] перед [б], [п], [м]) позначають видозміненою юсовою буквою ин ꙟ ;
- для дзвінкого африкату [дж] застосовують спеціально винайдену букву џ .

Деякі літери (ь, ѣ, щ, голосні зі знаком стислості) мають відмінний від московського церковнослов'янського ізводу звуковий зміст, ближчий до болгарської фонетики.
Алфавітний порядок відтворюється за букварем: Букоавнъ пентру ꙟвъцътура прунчилѡр де а се депринде атѫт ла куноащерѣ словелѡр, ла словеніе, ши ла четаніе… Букурещй, 1826. Порядок літер не був строго фіксований і в деяких абетках і букварях міг істотно відрізнятися від наведеного. Деякі видання включають до складу алфавіту букву Ѿ, яку, як і Ы, в письмі ніколи не використовували, але вживали в Пасхалії. Іноді Ѿ могли писати на початку церковних термінів, запозичених із церковнослов'янської: наприклад, ѿпуст.

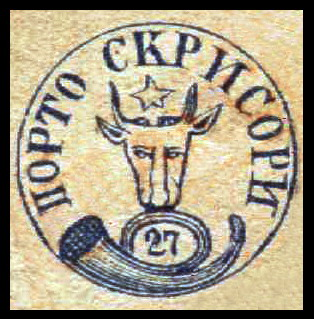
Перша поштова марка Молдавського князівства (перший випуск, 1858)
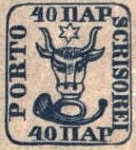
Поштова марка Молдавського князівства (другий випуск, 1858)

## Порівняльна таблиця
Румунська кирилиця була близька до ранньої абетки церковнослов'янської мови богослужіння.
| Літера   | Числове значення | Відповідник у румунській латинці | Перехідний алфавіт | Відповідник у молдовській кирилиці | Фонема                     | Румунська назва | Староцерковнослов'янський відповідник name |
| -------- | ---------------- | -------------------------------- | ------------------ | ---------------------------------- | -------------------------- | --------------- | ------------------------------------------ |
| А а      | 1                | a                                | A a                | а                                  | /a/                        | az              | азъ (azŭ)                                  |
| Б б      |                  | b                                | Б б                | б                                  | /b/                        | buche           | бꙋкꙑ (buky)                                |
| В в      | 2                | v                                | В в                | в                                  | /v/                        | vede            | вѣдѣ (vĕdĕ)                                |
| Г г      | 3                | g, gh                            | G g                | г                                  | /ɡ/                        | glagol          | глаголи (glagoli)                          |
| Д д      | 4                | d                                | D d                | д                                  | /d/                        | dobru           | добро (dobro)                              |
| Є є, Е е | 5                | e                                | E e                | е                                  | /e/                        | est             | єстъ (estŭ)                                |
| Ж ж      |                  | j                                | Ж ж                | ж                                  | /ʒ/                        | juvete          | живѣтє (živěte)                            |
| Ѕ ѕ      | 6                | dz                               | Ḑ ḑ                | дз                                 | /d͡z/                       | zalu            | ꙃѣло (dzělo)                               |
| З з      | 7                | z                                | Z z                | з                                  | /z/                        | zemle           | зємл҄ꙗ (zemlja)                             |
| И и      | 8                | i                                | I i                | и                                  | /i/                        | ije             | ижє (iže)                                  |
| Й й      |                  | i                                | Ĭ ĭ                | й                                  | /j/, /ʲ/                   | ije             | ижє (iže)                                  |
| І і      | 10               | i                                | I i                | и                                  | /i/                        | i               | и (i)                                      |
| К к      | 20               | c, ch                            | К к or K k         | к                                  | /k/                        | kaku            | како (kako)                                |
| Л л      | 30               | l                                | Л л                | л                                  | /l/                        | liude           | людиѥ (ljudije)                            |
| М м      | 40               | m                                | M m                | м                                  | /m/                        | mislete         | мꙑслитє (myslite)                          |
| Н н      | 50               | n                                | N n                | н                                  | /n/                        | naș             | нашь (našĭ)                                |
| Ѻ ѻ, О o | 70               | o                                | O o                | о                                  | /o̯/                        | on              | онъ (onŭ)                                  |
| П п      | 80               | p                                | П п                | п                                  | /p/                        | pocoi           | покои (pokoi)                              |
| Р р      | 100              | r                                | Р р                | р                                  | /r/                        | râță            | рьци (rĭci)                                |
| С с      | 200              | s                                | S s                | с                                  | /s/                        | slovă           | слово (slovo)                              |
| Т т      | 300              | t                                | T t                | т                                  | /t/                        | tferdu          | тврьдо (tvrĭdo)                            |
| ОУ Ѹ ѹ   | 400              | u                                | Ꙋ ꙋ (Ȣ, ȣ, ɣ)      | у                                  | /u/                        | upsilon         | ꙋкъ (ukŭ)                                  |
| Ѹ Ȣ, У Ȣ |                  | u                                | Ꙋ ꙋ (Ȣ, ȣ, ɣ)      | у                                  | /u/                        | ucu             | ꙋкъ (ukŭ)                                  |
| Ф ф      | 500              | f                                | F f                | ф                                  | /f/                        | fârta           | фрьтъ (frĭtŭ)                              |
| Х х      | 600              | h                                | Х х                | х                                  | /h/                        | heru            | хѣръ (xěrŭ)                                |
| Ѡ ѡ      | 800              | o                                | O o                | о                                  | /o/                        | omega           | отъ (otŭ)                                  |
| Щ щ      |                  | șt                               | Щ щ                | шт                                 | /ʃt/                       | ștea            | ща (šta)                                   |
| Ц ц      | 900              | ț                                | Ц ц                | ц                                  | /t͡s/                       | ți              | ци                                         |
| Ч ч      | 90               | c (перед e, i)                   | Ч ч                | ч                                  | /t͡ʃ/                       | cervu           | чрьвь (črĭvĭ)                              |
| Ш ш      |                  | ș                                | Ш ш                | ш                                  | /ʃ/                        | șa              | ша (ša)                                    |
| Ъ ъ      |                  | ă, ŭ                             | Ъ ъ                | э                                  | /ə/                        | ier             | ѥръ (jerŭ)                                 |
| Ы ы, Ꙑ ꙑ |                  | â, î                             | Î î                | ы                                  | /ɨ/                        | ieri            | ѥрꙑ (jery)                                 |
| Ь ь      |                  | ă, ŭ, ĭ                          | Ꙋ̆ ꙋ̆                | ь                                  | —                          |                 | ѥрь (jerĭ)                                 |
| Ѣ ѣ      |                  | ea                               | Ea ea              | я                                  | /e̯a/                       | eati(u)         | ѣть (ětĭ)                                  |
| Ю ю      |                  | iu                               | Ĭꙋ ĭꙋ              | ю                                  | /ju/                       | Io / iu         | ю (ju)                                     |
| Ꙗ ꙗ, IA  |                  | ia                               | Ĭa ĭa              | иа                                 | /ja/                       | ia              | ꙗ (ja)                                     |
| Ѥ ѥ, IE  |                  | ie                               | Ĭe ĭe              | ие                                 | /je/                       |                 | ѥ (je)                                     |
| Ѧ ѧ      |                  | ĭa, ea                           | Ĭa ĭa, Ea ea       | я                                  | /ja/                       | ia              | ѧсъ (ęsŭ)                                  |
| Ѫ ѫ      |                  | î                                | Î î                | ы                                  | /ɨ/                        | ius             | ѫсъ (ǫsŭ)                                  |
| Ѯ ѯ      | 60               | x                                | Ks ks              | кс                                 | /ks/                       | csi             | ѯи (ksi)                                   |
| Ѱ ѱ      | 700              | ps                               | Пs пs              | пс                                 | /ps/                       | psi             | ѱи (psi)                                   |
| Ѳ ѳ      | 9                | th, ft                           | T t, Ft ft         | т, фт                              | /t/ and approx. /θ/ or /f/ | thita           | фита (fita)                                |
| Ѵ ѵ      | 400              | i, u                             | I i; Ꙋ ꙋ           | и, у                               | /i/, /y/, /v/              | ijița           | ижица (ižica)                              |
| Ꙟ ꙟ, ↑ ↑ |                  | în îm                            | În în Îm îm        | ын, ым                             | /ɨn/, /ɨm/                 | în              |                                            |
| Џ џ      |                  | g (перед e, i)                   | Џ џ                | ӂ                                  | /d͡ʒ/                       | gea             |                                            |